# XIV Brygada Piechoty (II RP)
XIV Brygada Piechoty (XIV BP) – brygada piechoty Wojska Polskiego II RP.

## Historia brygady
XIV BP sformowana została w 1919 roku, w składzie 7 Dywizji Piechoty.
W październiku-listopadzie 1921 roku dowództwo XIV BP przeformowane zostało w dowództwo piechoty dywizyjnej 7 DP w Częstochowie. 27 pułk piechoty podporządkowany został bezpośrednio dowódcy 7 DP, natomiast 11 pułk piechoty – dowódcy nowo powstałej 23 Dywizji Piechoty. Reorganizacja 7 DP przeprowadzona została na terenie ówczesnego Okręgu Generalnego „Kielce”.

## Dowódcy brygady
- gen. ppor. Eugeniusz Pogorzelski[1] (od 15 V 1920[2])
- płk Józef Olszyna-Wilczyński (p.o. 14 VIII- IX 1920[3])

## Organizacja
- dowództwo XIV Brygady Piechoty[1]
- 11 pułk piechoty
- 27 pułk piechoty